# Internet Architecture Board
Internet Architecture Board (zkratka IAB) je výbor pověřený dohledem nad technickým a inženýrským rozvojem Internetu v Internet Society (ISOC). Dohlíží nad mnoha úkoly, z nichž nejdůležitější je Internet Engineering Task Force (IETF) a Internet Research Task Force (IRTF). Základ výboru vznikl v roce 1979 v organizaci DARPA spadající pod Ministerstvo obrany Spojených států amerických a nesl název Internet Configuration Control Board; během září 1984 byl přejmenován na Internet Advisory Board, v květnu 1986 byl přejmenován na Internet Activities Board (jméno bylo změněno, ale zkratka zůstala stejná). Nakonec byl v lednu 1992 název změněn na Internet Society (ISOC), což byl důsledek transformace Internetu ze subjektu vlády USA na subjekt mezinárodní a veřejný.

## Aktivity
Mezi současné povinnosti IAB patří:
- Architektonický dohled: IAB zajišťuje dohled a občasné komentáře k aspektům architektury pro síťové protokoly a postupy používané na Internetu.
- Dozor a odvolací orgán pro tvorby standardů: Výbor zajišťuje dohled nad procesem používaným k vytvoření Internetových standardů. Slouží jako odvolací orgán pro stížnosti na nesprávné provedení standardizačního procesu v souvislosti s Internet Engineering Steering Group (IESG).
- Připomínková řízení: Výbor IAB je odpovědný za redakční správu a publikaci RFC.
- Externí styk: IAB se chová jako zástupce zájmů IETF ve spolupráci s dalšími organizacemi zabývajícími se normami a ostatními technickými a organizačními otázkami týkajících se celosvětového Internetu.
- Pokyny pro internetovou společnost: IAB se chová jako zdroj informací a poradenství pro Board of Trustees and Officers z ISOC, týkajících se technických, architektonických, procedurálních, a (případně) politických otázek týkajících se Internetu a jeho technologií.
- Potvrzení pro Internet Engineering Steering Group: IAB potvrzuje předsedu představenstva IETF a oblastní ředitele IESG, z nominací poskytnutých jmenovacím výborem IETF.
- Předsednictví Internet Research Task Force (IRTF): IAB vybírá předsedu IRTF zvoleného na dva roky s možností znovuzvolení.

## RFC1087: Etika a internet
IAB silně podporuje názor Divize poradního výboru Národní vědecké nadace Oddělení sítě, komunikace, výzkumu a infrastruktury, které v parafrázi, charakterizuje jako neetické a nepřijatelné jakékoliv činnosti, které úmyslně:
- získávají neoprávněný přístup ke zdrojům na Internetu,
- narušují zamýšlené použití Internetu,
- plýtvají zdroji (lidí, kapacity, počítače) vlivem takových akcí,
- ničí integritu informací na bázi počítačů,
- ohrožují soukromí uživatelů.

## Předsedové IAB
- David D. Clark – od 1981 do 7/1989
- Vint Cerf – od 7/1989 do 7/1991
- Lyman Chapin – od 7/1991 do 3/1993
- Christian Huitema – od 3/1993 do 7/1995
- Brian Carpenter – od 7/1995 do 3/2000
- John Klensin – od 3/2000 do 3/2002
- Leslie Daigle – od 3/2002 do 3/2007
- Olaf Kolkman – od3/2007 do současnosti